# Kommunal sparsamhet
Kommunal sparsamhet var ett lokalt politiskt parti som var registrerat för val till kommunfullmäktige till Essunga kommun. Partiet var representerat i Essunga kommunfullmäktige mandatperioden 1982/1985.